# Klockerin
Klockerin to szczyt w grupie Glocknergruppe, w Wysokich Taurach we Wschodnich Alpach. Leży na granicy dwóch austriackich krajów związkowych: Tyrolu (dokładnie Tyrol Wschodni) i Karyntii.
Leży na północ od Grossglocknera i Großes Wiesbachhorn, na północny zachód od szczytu leży Hinterer Bratschenkopf, a na południowy wschód Vordere Bratschenkopf. Na szczyt można dotrzeć ze schronisk Heinrich-Schwaiger-Haus (2802 m n.p.m.) lub Oberwalder Hütte (2973 m n.p.m.).
Pierwszego wejścia, 18 września 1869 r., dokonali Karl Hofmann, Johann Stüdl, Thomas Groder i Josef Schnell.